# Vernonia dregeana
Vernonia dregeana là một loài thực vật có hoa trong họ Cúc. Loài này được Sch.Bip. miêu tả khoa học đầu tiên.